# Ḱ
Ḱ (malé písmeno ḱ) je speciální znak latinky. Nazývá se K s čárkou. Používá se v přepisu písmena Ќ v makedonské cyrilici a v jazyce Saanich, používaném v Kanadě. Velké písmeno Ḱ lze zapsat jako U+1E30, LATIN CAPITAL LETTER K WITH ACUTE (Unicode) nebo &#7728; (HTML), malé ḱ U+1E31, LATIN SMALL LETTER K WITH ACUTE (Unicode) nebo &#7729; (HTML).